# Paternoster Row

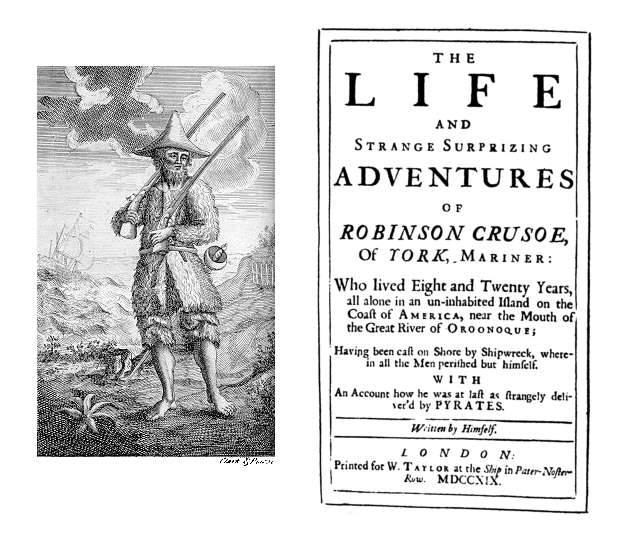
Voorpagina van Robinson Crusoe, uitgegeven in Paternoster Row

Paternoster Row was een straat in de City of London. Het was een smalle straat nabij St Paul's Cathedral. De straat zou zo heten omdat hier vroeger verkopers van religieuze boeken, paternosters en dergelijke waren gevestigd.
Paternoster Row werd, na de Grote Brand van Londen, in de achttiende en negentiende eeuw het centrum van de Londense uitgeversbranche. Verschillende boekhandelaren en uitgeverijen waren hier gevestigd. William Taylor, de eerste uitgever van Robinson Crusoe, had twee winkels in Paternoster Row. Ze werden in 1724 gekocht door Thomas Longman, de stichter van de uitgeverij Longman. The Edinburgh Review van maart 1817, door Longman in Londen uitgegeven, bevatte advertenties voor de volgende uitgevers en boekhandelaren in Paternoster Row: J. Souter, No 1; Samuel Bagster, No. 15; Baldwin, Cradock, and Joy, No 47; Sherwood, Neely, and Jones, geen huisnummer opgegeven; en R. Fenner, ook zonder huisnummer. The Literary and Educational Year Book for 1859, uitgegeven bij Kent and Co. in Paternoster Row, lijstte meer dan veertig uitgevers uit Paternoster-row op. Later waren onder meer ook de uitgeverijen Hurst & Blackett, Jackson & Walford en Hutchinson & Co. er gevestigd. Een van de laatste die zich er vestigden was de katholieke uitgeverij Sheed and Ward, in 1926 op nummer 31. Die gaf onder meer An Essay on Typography van Eric Gill uit.
Paternoster Row werd in de Blitz op Londen van 1940 vernietigd; de grootste schade werd aangericht door een aanval met brandbommen in de nacht van 29 op 30 december 1940 waarin bijna vijf miljoen boeken werden vernietigd. Op de plaats van Paternoster Row kwam een plein, Paternoster Square, waar het nieuwe gebouw van de London Stock Exchange gebouwd is. Er is nog wel een straatnaambord met de naam Paternoster Row aanwezig op de Square.